# Instrukcja przypisania
Instrukcja przypisania w językach programowania to rodzaj przypisania stanowiący odrębną instrukcję w kodzie źródłowym, w której do pewnej lokacji (l-wartości) przypisuje się wartość, która będzie w niej przechowywana.

## Przykłady
Przypisanie wartości 5 do zmiennej x w języku Pascal:
```
x := 5;
```

Przypisanie wartości 10 do zmiennej x w języku C++:
```
x = 10;
```